# Tre piccoli omicidi
Tre piccoli omicidi è un film del 1997, diretto da Kira Muratova.

## Trama
Il film è diviso in tre episodi:

### Locale caldaia n. 6
In un locale caldaia, teatro di incontri tra omosessuali, un uomo con un baule (Tikhomirov) si lamenta con l'amico fuochista Ghena perché non ne può più del comportamento dispettoso della sua coinquilina. L'amico gli consiglia di ucciderla e si offre di farlo lui stesso; quando Tikhomirov gli mostra il contenuto del baule, ovvero il cadavere sgozzato della donna, Ghena si tira indietro, rinnega ciò che aveva appena detto e si rifiuta di bruciare il corpo.

### Ofelia
In un ospedale, un'infermiera misantropa (Ofelia) strangola una ragazza, rea di aver rinunciato al figlio appena nato; diventata in seguito addetta all'archivio dell'ospedale, Ofelia rintraccia la madre che l'aveva abbandonata da bambina e la annega, riservandole la stessa fine di Ofelia.

### La morte e la fanciulla
In una villa, il vecchio ed invalido proprietario ogni pomeriggio si prende cura di una bambina e ogni volta puntualmente la avverte di quanto sarà crudele e poco gratificante la vita che l'aspetta. La bambina, stufa dei suoi discorsi, lo uccide dandogli da bere il veleno per topi.

## Critica
- 3 storie che sono una pessimistica e quasi disperata riflessione sulla presenza del male nel mondo. Commento del dizionario Morandini che assegna al film tre stelle su cinque di giudizio.[1]
- Il pessimismo della Muratova è cosmico e raggelato. Commento del dizionario Farinotti che assegna al film due stelle su cinque di giudizio [2]